# Wolin East
Wolin East — нафтогазове родовище в Польщі. Виявлене 2025 року в Балтійському морі в районі острова Волін. Про це оголосила компанія Central European Petroleum (CEP). Його запаси можуть сягати 22 млн тонн нафти та 5 млрд м3 газу.
Свердловина WE1, пробурена за допомогою бурової установки на глибині моря в 9,5 метрів, досягла вертикальної глибини 2715 метрів.
У компанії Central European Petroleum повідомили, що нафтогазове родовище Wolin East є найбільшим родовищем традиційних вуглеводнів, відкритим у Польщі, та одним із найбільших родовищ традиційної нафти, відкритих у Європі протягом останніх десятиліть.